# George Wallace
George Wallace (anglès: George Corley Wallace Jr.)  (Clio, 25 d'agost de 1919 - Montgomery, 13 de setembre de 1998) va ser un polític i jutge estatunidenc que va exercir com a 45è governador d'Alabama durant quatre mandats. Se'l recorda pels seus acèrrims punts de vista segregacionistes i populistes. Durant el mandat de Wallace com a governador d'Alabama, va promoure "desenvolupament industrial, impostos baixos i escoles de comerç". Wallace va presentar-se sense èxit a la presidència dels Estats Units com a candidat del Partit Demòcrata tres vegades, i una altra addicional com a candidat del Partit Independent Americà (1968). Wallace es va oposar a la dessegregació i va donar suport a les lleis Jim Crow durant el Moviment pels Drets Civils, declarant en el seu discurs inaugural de 1963 que representava "la segregació ara, la segregació demà, la segregació per sempre".
Wallace es va presentar a les primàries presidencials demòcrates per tercer cop el 1972, havent moderat la seva postura sobre la segregació. La seva campanya va acabar quan va rebre un tret a Maryland d'Arthur Bremer. Wallace va quedar paraplègic durant la resta de la seva vida. Wallace va guanyar la reelecció com a governador el 1974, i va tornar a buscar, aquest cop sense èxit, la nominació presidencial demòcrata per a les eleccions presidencials de 1976. A finals de la dècada de 1970, Wallace va anunciar que s'havia convertit al cristianisme evangèlic, i va moderar les seves opinions racials, renunciant al seu suport passat a la segregació. Wallace va deixar el càrrec el 1979, però va tornar a entrar en política i va guanyar les eleccions per a un quart i últim mandat com a governador el 1982. A 2017, Wallace era el tercer governador amb un mandat més llarg de la història dels Estats Units, amb 5.848 dies al càrrec.